# سيبة (لنجان)
سيبة هي قرية في مقاطعة لنجان، إيران. يقدر عدد سكانها بـ 95 نسمة بحسب إحصاء 2016.